# Лагнюк Олег Миколайович
Лагнюк Олег Миколайович (нар. 7 лютого 1964) — український політик та громадський діяч, голова Житомирської обласної (крайової) організації Політичної партії «Народний рух України».

## Життєпис
Народився 07 лютого 1964 року в селі Липине Городницької ОТГ Звягельського району Житомирської області.
У 1979 році з відзнакою закінчив Дубниківську восьмирічну школу.
У 1983 році закінчив Київський технікум залізничного транспорту за спеціальністю «Ізотермічний рухомий склад та холодильне господарство».
2000—2001 роки навчався у складі групи Національно-демократичного інституту США в Польщі та пройшов курс підготовки з проведення виборчих кампаній та розбудови політичних партій.
У 2004 році закінчив Київський національний економічний університет за спеціальністю «Економіка та Фінанси». Магістр фінансів.

### Кар'єра
1985—1988 роки — начальник рефрижераторних секцій в рефрижераторному депо «Сирдар'їнська» в Узбекистані.
1988—1998 роки — інженер холодильних установок торгівельної бази, інженер-технолог райоб'єднання «Сільгоспхімія», директор підприємств «Сяйво», «Звягель».
1998—1999 — кореспондент газети «Віче».
1999—2007 роки — помічник-консультант народних депутатів у Верховній Раді України.
2007—2011 роки — голова правління Споживчого товариства «ІБР».
2014—2016 роки — інспектор зовнішньої реклами в КП «Реклама» м. Житомира.
2017—2022 роки — заступник директора ДП "ЖРЗРО «Промінь» Укроборонпрому.
2022—2024 роки — фахівець виробничого відділу ДП «Укроборонсервіс».
Під час повномасштабного вторгнення росії в Україну долучився до ЗСУ. З 25.02.2022 по 31.05.2024 проходив службу в Першій Окремій бригаді Спеціального призначення імені Івана Богуна від рядового до командира розвідувального підрозділу. Ветеран російського-української війни. Старший лейтенант запасу. Брав участь в бойових діях в Житомирській, Київській, Харківській та Донецькій областях.
За час служби відзначений грамотами Першої Окремої бригади Спеціального призначення імені Івана Богуна, почесним нагрудним знаком Головнокомандувача Збройних Сил України «Срібний хрест» та нагрудним знаком «Ветеран війни» (учасник бойових дій) у 2023 році.
Спілкою ветеранів АТО-ООС нагороджений Орденом «Народний Герой України», Хрестом «Честь і Слава», знаком Народної пошани орденом «За мужність і відвагу».

### Громадсько-політична діяльність
З 11 листопада 1989 року — член Народного Руху України за перебудову.
03 березня 1990 року був одним із засновників Малинської районної організації Народного Руху України за перебудову. Обіймав посаду відповідального секретаря організацї.
29 червня 1990 року був одним з організаторів масштабного екологічного мітингу за введення Малинського району до зони радіаційного забруднення. В результаті цих протестів Малинщина була віднесена Постановою Кабінету Міністрів України до 4-ї зони радіаційного забруднення.
25-28 жовтня 1990 року був делегатом ІІ Всеукраїнських Зборів Народного Руху України за перебудову, на яких прийняте рішення боротись за незалежність України.
В жовтні 1990 року вступив до Української Республіканської партії.
Входив до координаційної ради Малинської районної організації Народного Руху України, яка відшукала в с. Базар Народицького району могили 315 січових стрільців УНР та готувала проведення панахиди 17 листопада 1990 року.
Був у складі оргкомітету по створенню Української Автокефальної православної церкви в м. Малині.
Ініціатор створення часописів «Незалежність»(1990), «Республіканець» (1991) у м. Малині.
1997—1999 роки — голова Малинської районної організації Народного Руху України.
У 1998 році обраний депутатом Малинської районної ради.
Підтримував дружні стосунки з В'ячеславом Чорноволом.
07 березня 1999 року на ІІ етапі ІХ з'їзду Руху підтримав голову Народного Руху України В. М. Чорновола.
1999—2004 роки голова Житомирської обласної (крайової) організації Народного Руху України.
У 1999 році був довіреною особою кандидата в президенти України Г. Й. Удовенка.
У 2001 році обраний Почесним головою Малинської районної організації Народного Руху України.
2001—2015 роки проводив тренінги в Україні для виборчих штабів.
З 2016 року — голова Житомирської обласної (крайової) організації Політичної партії «Народний Рух України», член Центрального Проводу Політичної партії «Народний Рух України».
Брав активну участь у створенні громад Православної церкви України та будівництві храмів у Чуднівському, Малинському районах та м. Житомирі. Нагороджений орденом Рівноапостольного Князя Володимира ІІ ступеня, медаллю Святого вмч. Юрія Переможця.
З 2014 року активно займався волонтерською діяльністю, допомагав ЗСУ та відзначений Грамотою Міністерства оборони України за волонтерську діяльність у 2015 році.
У 2024 році у спільно з побратимами заснував громадську організацію «Братство Богуна» та є її головою правління.
Автор книги «Рух — моя радість і біль».